# Malenka
Malenka is een geslacht van steenvliegen uit de familie beeksteenvliegen (Nemouridae). De wetenschappelijke naam van het geslacht is voor het eerst geldig gepubliceerd in 1952 door Ricker.

## Soorten
Malenka omvat de volgende soorten:
- Malenka bifurcata (Claassen, 1923)
- Malenka biloba (Claassen, 1923)
- Malenka californica (Claassen, 1923)
- Malenka coloradensis (Banks, 1897)
- Malenka cornuta (Claassen, 1923)
- Malenka depressa (Banks, 1898)
- Malenka flexura (Claassen, 1923)
- Malenka marionae (Hitchcock, 1958)
- Malenka murvoshi Baumann & Kondratieff, 2010
- Malenka perplexa (Frison, 1936)
- Malenka tina (Ricker, 1952)
- Malenka wenatchee (Ricker, 1965)